# 猫のフーガ
猫のフーガ（ねこのフーガ、伊: La Fuga del Gatto、英: Cat fugue）とは、ドメニコ・スカルラッティによるチェンバロ独奏用単一楽章ソナタ「ト短調フーガ」（Kk. 30、L. 499）の広く知られる通称である。

## 由来
この通称は作曲者自身が名付けたものではなく、フーガを構成する風変わりなモチーフに関する伝説により、19世紀初め頃から使われ出した。伝説によれば、スカルラッティの愛猫プルチネッラは音が出るのに興味を持ち、チェンバロの鍵盤の上を横切る習慣があった。スカルラッティはこれらの「即興演奏」の中から1つのフレーズを書き出し、フーガの主要モチーフとして使用した（右上の楽譜参照）。
この通称は19世紀のコンサート演目に使用され、名付け親のムツィオ・クレメンティ、カール・チェルニー、アレッサンドロ・ロンゴなどの出版者も使っている。

## 影響
楽譜は1739年にロンドンで出版された。自身の旧作の再利用と他人の曲からの「拝借」で知られるゲオルク・フリードリヒ・ヘンデルは、1739年9月下旬から10月下旬にかけて『12の合奏協奏曲集 作品6』を書き上げたが、第3曲第2楽章の奇妙な下って行く音程はスカルラッティのこの曲のモチーフを思わせる。音楽理論家で作曲家のアントニーン・レイハによる、1803年の「ピアノのための36のフーガ」第9番は猫のフーガと同じ主題をもとにしている。

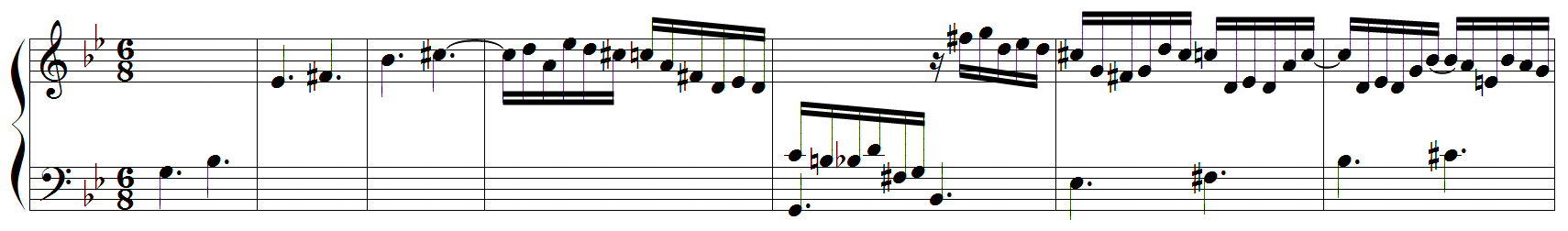
アントニーン・レイハ、フーガ 第9番

ハンス・フォン・ビューローは、この曲をピアノコンサート演奏用にアレンジしている。

## 演奏
19世紀には人気のある曲になっている。ローマの手稿コレクター、アッビ・サンティーニから楽譜をもたらされたフランツ・リストは1840年代初めにベルリンで演目に組み込んだ。イグナーツ・モシェレスもこの曲を演奏した。両者とも「猫のフーガ」のタイトルで演目に組み込んでいる。